# Рябчук Віктор Дмитрович
Ві́ктор Дми́трович Рябчу́к (* 21 березня 1924 c. Станишівка Таращанського району, Київської області) — російський військовик, доктор військових наук, професор, заслужений діяч науки Російської Федерації, дійсний член російської Академії військових наук, генерал-майор.
Учасник Другої світової війни, нагороджений 7-ма орденами та два 29-ма медалями. В роки Німецько-радянської війни пройшов посади від командира батареї до начальника розвідки бригади у складі Воронезького, 1-го та 4-го Українського фронтів.
В повоєнні роки працював у штабі Туркестанського військового округу, командував корпусним артилерійським полком, був начальником штабу артилерії гірського — стрілецького корпусу та командувачем артилерії — заступником командира гвардійської мотострілецької дивізії.
В 1951 році закінчив Військову артилерійську академію імені Дзержинського. У військовій академії імені Фрунзе працював на посадах старшого викладача кафедри оперативного мистецтва, начальника науково-дослідного відділу академії, заступника та завідувача кафедрою керування військами та діяльності штабів.
Після звільнення з лав Збройних Сил в 1987 році працював у Загальновійськовій академії збройних сил Російської Федерації на посаді старшого наукового співробітника.
Автор більше 200 військово-теоретичних робіт, серед них найзначнішою є монографія «Психологія рішення командира», теоретичні праці, підручники та навчальні посібники з теорії керування військами в операції та бою, військові системології та інше.